# David Strmsek
David Strmsek (* 12. März 2002) ist ein österreichischer Fußballspieler.

## Karriere
Strmsek begann seine Karriere beim SV Gänserndorf. Zur Saison 2012/13 wechselte er zum FC Untersiebenbrunn. Zur Saison 2014/15 schloss er sich dem SR Donaufeld Wien an. Zur Saison 2016/17 kam er in die Jugend des Floridsdorfer AC.
Im Februar 2019 debütierte er für die Amateure des FAC in der fünftklassigen 2. Landesliga. In der Saison 2018/19 kam er zu elf Einsätzen für die Zweitmannschaft der Wiener. Nach weiteren 14 Spielen in der abgebrochenen Saison 2019/20 stand er im Juni 2020 gegen den FC Liefering erstmals im Profikader des FAC. Sein Debüt in der 2. Liga gab er im Juli 2020, als er am 27. Spieltag der Saison 2019/20 gegen den FC Blau-Weiß Linz in der 80. Minute für Christian Bubalović eingewechselt wurde. Bis Saisonende kam er zu vier Zweitligaeinsätzen.
In der Saison 2020/21 absolvierte Strmsek 13 Zweitligapartien. Nachdem er in der Saison 2021/22 bis zur Winterpause nur für die Amateure gespielt hatte, wechselte er im Jänner 2022 leihweise zum Regionalligisten SC Neusiedl am See. Für Neusiedl kam er bis zum Ende der Leihe zu zehn Einsätzen in der Regionalliga. Zur Saison 2022/23 wurde er fest verpflichtet.